# Parallelwelten
Parallelwelten ist ein spanisches Science-Fiction-Drama aus dem Jahr 2018, das unter der Regie von Oriol Paulo entstand und den sogenannten Butterfly-Effekt thematisiert: Weil sie einem Jungen in der Vergangenheit das Leben rettet, verändert sich für die Krankenschwester Vera die eigene Gegenwart. Nachdem Warner Bros. den Film in Spanien im November 2018 in die Kinos brachte, erschien der Film international am 22. März 2019 beim Streaming-Dienst Netflix.

## Handlung
1989: Der zwölfjährige Nico Lasarte beobachtet durch das Fenster seines Kinderzimmers, wie sich seine Nachbarn im Haus gegenüber heftig streiten. Neugierig und beunruhigt betritt er heimlich das Haus der Nachbarn und findet Hilda Weiss tot im Erdgeschoss auf. Plötzlich kommt ihr Ehemann Ángel Prieto mit einem blutigen Messer die Treppe herunter, woraufhin Nico nach draußen rennt und von einem Auto überfahren wird.
Genau 25 Jahre später leben die Chirurgieassistentin Vera Roy und der Bankkaufmann David Ortiz mit ihrer Tochter Gloria seit kurzem in dem Haus, in dem einst Nico Lasarte wohnte. Sie sehen sich eines Abends alte Videokassetten von ihm an, die sie zufällig in einem Wandschrank gefunden haben. Plötzlich laufen im Fernseher ohne ersichtlichen Grund Fernsehnachrichten über den Berliner Mauerfall im Jahr 1989, obwohl sich keine Videokassette mehr in der Kamera befindet. Die drei finden keine Erklärung hierfür, machen sich aber nichts weiter daraus. Als Vera Roy in der darauffolgenden Nacht nicht schlafen kann, spielt die Kassette ohne erklärlichen Grund erneut ab, doch nun kann sie auf für beide unerklärliche Weise über die Kamera und den Fernseher mit dem Zwölfjährigen kommunizieren und warnt ihn davor, das Haus der Nachbarn zu betreten, da er sonst sterben wird. Nico wird daher nicht überfahren.
Als Vera am nächsten Morgen aufwacht, hat sich ihre Welt völlig verändert: Sie ist nun Chefärztin für Neurochirurgie, ihr Ehemann David bestreitet, dass sie verheiratet sind, und ihre Tochter Gloria existiert nicht. Sie geht daraufhin zur Polizei, wo sich Inspector Leyra des Falles annimmt.
Um mit der Videokamera und dem Fernseher erneut Kontakt zur Vergangenheit herstellen zu können, bricht Vera in ihr früheres Haus ein, in dem nun aber David mit Úrsula wohnt. Vera wird erwischt, und David ruft die Polizei. Vera kann jedoch fliehen.
Währenddessen wird Nico in der Vergangenheit doch misstrauisch bezüglich seiner Nachbarn und bricht in deren Haus ein. Als Prieto überraschend nach Hause kommt, versteckt sich Nico im Schlafzimmer und beobachtet, wie Ángel Prieto seine tote Ehefrau mit einer Säge in Teile schneidet und diese in zwei Reisekoffer packt.
Vera versucht weiter, die Vergangenheit so zu verändern, wie sie vorher war, und sucht eine Professorin auf, die ihr sagt, dass dies nur möglich ist, wenn es noch während des Gewitters und mit den exakt selben Mitteln wie damals passiert. Dazu muss sie aber den Fernseher und die Videokamera finden.
Inspector Leyra will Beweise dafür, dass Prieto seine Ehefrau getötet haben soll, und Vera kann die Koffer ausfindig machen, in denen sich die Überreste von Hilda Weiss befinden. Nun gilt Vera als Hauptverdächtige. Der Inspector verhilft ihr zur Flucht und gibt ihr die Adresse eines Hotels und eine Hotelzimmernummer.
Dort erwischt sie David, der seine jetzige Ehefrau mit ihrer Kollegin Mónica betrügt. Vera sieht auf dem Tisch auch eine Streichholzschachtel des Hotels, die David am Abend vorher in ihrem alten Leben aus dem Fenster warf. Vera nutzt die Tatsache, dass David seine Frau betrügt, als Druckmittel und zwingt David, ihr über die Datenbank seiner Bank Zugang zu Daten über Nicos jetzigen Aufenthaltsort zu verschaffen.
Parallel wird Ángel Prieto zusammen mit zwei weiteren Verdächtigen verhört, und die Ereignisse der Todesnacht seiner früheren Ehefrau werden aufgedeckt: Seine Frau ist in jener Nacht früher nach Hause gekommen und hat gesehen, wie er sie mit einer anderen Frau betrügt. Sie hat daraufhin aus Eifersucht versucht, Ángel mit einem Messer zu töten. Es kam zu einer Rangelei unter den Dreien, in deren Folge Angels Affäre dessen Ehefrau mit dem Messer erstochen und sie über das Treppengeländer ins Erdgeschoss hinuntergestoßen hat.
Ebenfalls erzählt Inspector Leyra, wie der junge Nico Lasarte sein Leben lang nach „der Frau aus der Zukunft“ suchte und dass er selbst dieser Junge sei. Nun ist er mit ihr verheiratet.
Als sich beide erneut sehen, spürt Vera das erste Mal ihr vergangenes Leben mit Nico sowie die Liebe und Verbundenheit zwischen ihnen. Trotzdem stürzt sie sich schließlich vom Dach und stirbt.
Leyra stellt daraufhin Kontakt mit seinem jüngeren Ich in der Vergangenheit her und verändert dadurch erneut das Geschehene: Vera erwacht am nächsten Morgen mit David in ihrem Bett. Auch ihre Tochter Gloria ist wieder da. Vera sucht im Garten nach der Streichholzpackung als Beweis, dass David ihr auch im jetzigen Leben untreu ist.
Sie zeigt der Polizei die Koffer, in denen sich Hilda Weiss' Überreste befinden, und lernt Inspector Leyra kennen, der sie allerdings nicht kennt. Vera sagt ihm, dass sie sich kennen, er sich aber nur noch nicht daran erinnern könne.

## Hintergrund
Der Film wurde auf Gran Canaria, in Barcelona sowie am Set in Terrassa gedreht. Seine Premiere hatte er am 13. November 2018 in Barcelona und wurde am 22. März 2019 weltweit vom Video-on-Demand-Dienst Netflix veröffentlicht.

## Kritiken
Der Filmdienst hält Parallelwelten für ein „wendungsreiches Thriller-Drama, das mit seiner geheimnisvollen Atmosphäre überzeugt und gekonnt mit Hinweisen und Andeutungen spielt. Das Verwirrspiel hält einer Hinterfragung zwar kaum stand, ist durch viele überraschende Momente aber sehr unterhaltsam.“ Auf IMDb erhielt der Film eine Durchschnittsbewertung von 7,4 Sternen, was eine positive Bewertung darstellt.